# Sogny-aux-Moulins
Sogny-aux-Moulins is een gemeente in het Franse departement Marne (regio Grand Est) en telt 119 inwoners (1999). De plaats maakt deel uit van het arrondissement Châlons-en-Champagne.

## Geografie
De oppervlakte van Sogny-aux-Moulins bedraagt 6,7 km², de bevolkingsdichtheid is 17,8 inwoners per km².
De onderstaande kaart toont de ligging van Sogny-aux-Moulins met de belangrijkste infrastructuur en aangrenzende gemeenten.

## Demografie
Onderstaande figuur toont het verloop van het inwonertal (bron: INSEE-tellingen).